# فيراكوتشا إنكا
فيراكوتشا إنكا (بالتهجئة الإسبانية Viracocha)، أو ويراقوتشا (بتهجئة الكيتشوا Wiraqucha)، هو ثامن حكام مملكة كوزكو (إنكا سابا) وثالث ملوك سلالة هانان، وبدأ حكمه حوالي العام 1410.
والده هو ياوار واكاك. وكان اسم زوجته ماما رونتوكايا، وأبناؤهما هم إنكا روكا وتوباك يوبانكي وباتشاكوتي وكاباك يوبانكي. كان اسمه الأصلي هاتون توباك الإنكا، ولكن تسمى فيراكوتشا بعد رؤيته للإله فيراكوتشا في أوركوس. أنجب من خليلته كوري تشوبلا ابنين آخرين هما إنكا أوركو وإنكا سوكسو.
تم تسجيل أحداث حياة فيراكوتشا إنكا بواسطة العديد من الكتاب الإسبان. أقرب مصدر لسجلات السكان الأصليين أتى من خوان دي بيتانزوس، وهو مواطن إسباني تزوج من إحدى أميرات الإنكا وأصبح المترجم الأول للحكومة الاستعمارية في كوسكو. تم تسجيل التاريخ الشفوي التقليدي للإنكا من قبل الكاهن اليسوعي الإسباني برنابي كوبو. كما أرخ ميغيل كابيلو بالبوا سنوات تاريخ الإنكا في القرن السادس عشر. تذكر هذه السجلات أن فيراكوتشا كان أميرا محاربا وباسلا، أعلن بعد توليه العرش أنه «سيفتح نصف العالم».
ولكن في عام 1438، وقعت هجوم تشانكا، وتم نصح فيراتكوتشا بترك كوسكو قبل أن تصل قبيلة تشانكا. غادر فيراكوتشا إلى كاكيا شاكيشاوانا مع ابنيه غير الشرعيين، أوسكو وسوكسو. رفض ابنه الثالث، كوسي إنكا يوبانكي، التخلي عن كوزكو وبيت الشمس. وبقي مع شقيقه إنكا روكا وستة زعماء آخرين، وهزموا قوات التشانكا. عرضت الغنائم على فيراكوتشا، لكنه رفض مشيرا إلى ابنه أوركو سيفعل ذلك، بما أنه سيكون خليفته. قام إنكا روكا لاحقاً بقتل شقيقه أوركو، وتوفي فيراكوتشا حزنا في كاكيا شاكيشاوانا.
يقول المؤرخ، سارمينتو دي غامبوا، أن فيراكوتشا كان أول إنكا يحكم المناطق التي احتلها، بينما قام أسلافه بالإغارة على المناطق المجاورة ونهبها.